# Jerzy Stankiewicz (muzykolog)
Jerzy Bohdan Stankiewicz (ur. 4 czerwca 1944 w Wilnie) – polski muzykolog.

## Życiorys
Studiował muzykologię i historię sztuki na Uniwersytecie Warszawskim w latach 1962–1968, Università degli Studi w Palermo (1969–1970) oraz w ramach stypendium Uniwersytetu Bolońskiego w Rawennie (1970, sztuka, ikonografia mozaiki). Kontynuował edukację w latach 1971–1974 w Katedrze Historii i Teorii Muzyki Uniwersytetu Jagiellońskiego. W 1974 uzyskał tytuł magistra z wyróżnieniem (temat pracy magisterskiej – Réveil des Oiseaux Oliviera Messiaena).
Od 1974 do 1989 pracował jako redaktor merytoryczny w Polskim Wydawnictwie Muzycznym. W 1977 jako stypendysta rządu Francji odbył staż w Konserwatorium Paryskim u Oliviera Messiaena. W latach 1979–1989 był sekretarzem redakcji „Res Facta” oraz redaktorem „Biblioteki Res Facta” i „Pagine”. W latach 1978–1981 oraz 1991–98 prowadził autorskie cykle audycji w Programie 2 i 3 Polskiego Radia (Dzieła Oliviera Messiaena, Mistrzowskie interpretacje dzieł Oliviera Messiaena, Inny świat Oliviera Messiaena, 700 lat muzyki szwajcarskiej), Radiu Mariackim w Krakowie (Muzyka zwierciadłem duszy) oraz Radiu Kraków (Muzyka kompozytorów krakowskich). Od 1989 do 1991 przebywał jako stypendysta w Centre Acanthe w Awinionie.
W 1994 został prezesem Oddziału Krakowskiego Związku Kompozytorów Polskich. Pozostawał na tym stanowisku do stycznia 2016, po czym objął funkcję wiceprezesa oddziału. W latach 1995–1999 był wiceprezesem Zarządu Głównego ZKP. Jako działacz Związku rozwijał kontakty międzynarodowe polskich kompozytorów ze słowackimi, ukraińskimi, białoruskimi i mołdawskimi. Wygłaszał odczyty o polskiej muzyce na uczelniach wyższych w Miami, Bejrucie, Zurychu, Lwowie, Kijowie, Mińsku, Bańskiej Bystrzycy i Łucku.
Od 1995 do 1998 był członkiem Rady Kultury przy Wojewodzie Krakowskim. W 1996 otrzymał nominację na członka Komisji Stypendiów Twórczych przy Prezydencie miasta Krakowa. Od 1994 do 2014 był dyrektorem artystycznym Dni Muzyki Kompozytorów Krakowskich, które przekształcił w międzynarodowy festiwal muzyczny. W 2004 zainicjował i został dyrektorem artystycznym Międzynarodowego Festiwalu Pogranicza Muzyki Współczesnej im. Igora Strawińskiego, organizowanego przy współpracy z Filharmonią Wołyńską w Uściługu i Łucku. Zorganizował w Krakowie dwa festiwale muzyki Oliviera Messiaena (symfoniczny w Filharmonii Krakowskiej w 1989 i organowy w Kościele Mariackim w Krakowie w 2002), konferencję interdyscyplinarną „Message Kwartetu na koniec Czasu O. Messiaena” (2002), Festiwal Franka Martina (1991) oraz festiwal muzyki kanadyjskiej (1996).
4 czerwca 2009 w ramach 21. Międzynarodowych Dni Muzyki Kompozytorów Krakowskich odbył się koncert jubileuszowy Jerzego Stankiewicza. Swoje utwory dedykowali mu m.in. Roman Berger, Zbigniew Bujarski, Ryszard Gabryś, Juliusz Łuciuk, Krystyna Moszumańska-Nazar, Paweł Sydor.

## Rodzina
Jego ojcem był Romuald Stankiewicz (1910–1983), starosta olecki w latach 1945–1949.

## Odznaczenia, nagrody i tytuły honorowe
- Krzyż Kawalerski Orderu Odrodzenia Polski (2016)[6]
- Srebrny Medal „Zasłużony Kulturze Gloria Artis” (2008)
- Medal Komisji Edukacji Narodowej
- Chevalier Legii Honorowej (Francja; 2023)[7]
- medal Gustava Mahlera (Czechy, 2001)
- członek honorowy Stowarzyszenia Mieszany Chór Mariański w Krakowie (2003)
- Nagroda Honorowa Związku Kompozytorów Polskich (2004)
- Złota Odznaka Libańskiego Wyższego Konserwatorium w Bejrucie (2006)
- doktor honoris causa Akademii Muzycznej im. Mykoły Łysenki we Lwowie (2009)
- doktor honoris causa Narodowej Akademii Muzycznej im. Piotra Czajkowskiego w Kijowie (2013)[8]